# Vildmarkens mænd
Vildmarkens mænd er en amerikansk stumfilm fra 1922 af Edwin Carewe.

## Medvirkende
- Anita Stewart som Anne Wilmot
- Guy Edward Hearn som Bill Shannon
- Arthur Stuart Hull som Leon Morse
- Walt Whitman som Sheb
- Bert Sprotte som Charles Burkthaler
- Frank Beal som Stephen Douglas
- Adele Farrington som Mrs. Katherine Wilmot